# 1988 год в СССР

## Январь

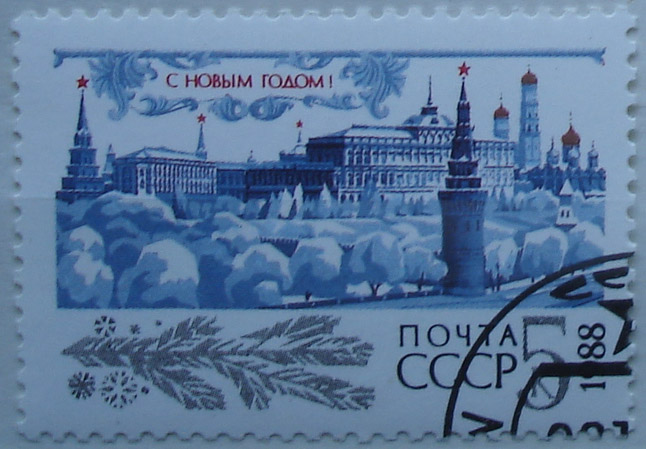
Почтовая марка СССР, 1988 год

- 1 января — В СССР вступил в силу ряд законов об экономических реформах. Начало второго (экономического) этапа перестройки.
- 3 января — В СССР опубликовано сообщение о возбуждении уголовного дела против пятидесятников Х. Якобса и Р. Метса в Таллине.
- 5 января — В СССР официально прекращено использование карательной психиатрии.
- 6 января
  - В СССР городу Брежнев возвращено название Набережные Челны.
  - СССР подписал Монреальский протокол к Венской конвенции об охране озонового слоя.
- 7-8 января — Афганская война: бой на высоте 3234[1][2].
- 18 января — Катастрофа Ту-154 в Красноводске.
- 22 января — Произошло первое столкновение групп организованной преступности в СССР — долгопрудненской и люберецкой.
- 24 января — Катастрофа Як-40 под Нижневартовском.

## Февраль
- 4 февраля — перестройка: реабилитация Н. И. Бухарина и других обвиняемых, проходивших по процессу марта 1938 года кроме Г. Г. Ягоды.
- 12 февраля
  - В СССР введена в действие 723-километровая высоковольтная ЛЭП Сковородино (Амурская область) — Могоча — Холбон (Читинская область).
  - Советско-американское военно-морское столкновение у берегов Крыма. Один из последних инцидентов «холодной войны».
- 13 февраля — В Степанакерте проходит первый митинг, на котором выдвигаются требования о присоединении НКАО к Армении.
- 13-28 февраля — в Калгари (Канада) состоялись XV Зимние Олимпийские игры. СССР с 11-й золотыми медалями занял 1-е место в командном зачёте.
- 14-15 февраля — Пожар в Библиотеке Академии наук
- 16 февраля — Начало студенческих волнений в Сибири против милитаризации обучения (участвовали группы из Новосибирского электротехнического института, ТГУ, Сибирского металлургического института, Новосибирского ГУ, Томского политехнического института, Иркутского ГУ (с 29 марта).
- 17 февраля — В Ленинграде покончил с собой бард Александр Башлачёв.
- 20 февраля

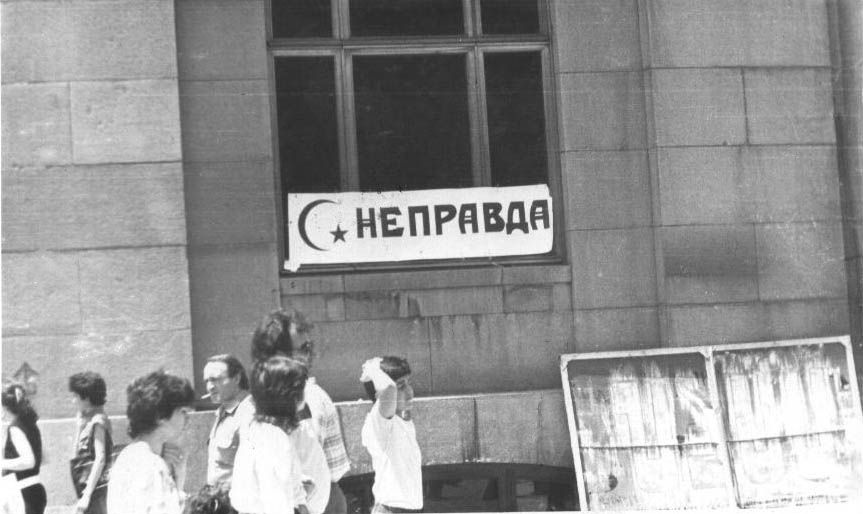
Плакат, осуждающий центральную прессу в лице газеты «Правда». Ереван, лето 1988.

- - Областной совет НКАО проголосовал за переход этого региона из состава Азербайджанской ССР в состав Армянской ССР.
  - Первый концерт и официальная дата основания советской рок-группы Агата Кристи.
- 26-29 февраля — массовые антиармянские погромы в Сумгаите (Азербайджанской ССР).
- 27 февраля — Катастрофа Ту-134 в Сургуте.

## Март
- 8 марта — Захват самолёта семьёй Овечкиных в СССР.
- 11 марта — В СССР произведён запуск искусственных спутников Земли «Космос-1924», «Космос-1925», «Космос-1926», «Космос-1927», «Космос-1928», «Космос-1929», «Космос-1930», «Космос-1931». Выведение на орбиту всех восьми спутников осуществлено одной ракетой-носителем.
- 13 марта — В газете «Советская Россия» опубликовано письмо Нины Андреевой «Не могу поступаться принципами».
- 17 марта — Между СССР и ЦАР восстановлены дипломатические отношения.
- 31 марта — телемост Москва-Киев. Произведена хирургическая операция: секторальная резекция левой молочной железы с экспресс-биопсией. Институт онкологии. Хирург Королёв, ассистент Криворотов. Вид обезболивания записан так: «Обезболивание внушением по телемосту Москва-Киев. Внушение проводил врач Анатолий Михайлович Кашпировский».

## Апрель
- 14 апреля — при посредничестве ООН в Швейцарии министрами иностранных дел Афганистана и Пакистана подписаны Женевские соглашения о политическом урегулировании положения вокруг ситуации в ДРА. Гарантами договорённостей стали СССР и США.

26 апреля 1988 года повесился великий химик В. Легасов, который принимал участие в ликвидации последствий взрыва на Чернобыльской АЭС.

## Май
- 1 мая — Северный морской путь открыт для движения иностранных торговых судов на всём протяжении в летнее время.
- 8 мая — В СССР основана ультралиберальная политическая партия Демократический союз во главе с Валерией Новодворской.
- 15 мая — Афганская война: начат вывод советских войск из Афганистана.
- 26 мая — принят закон СССР «О кооперации в СССР»
- 28 мая — Металлист Харьков, одолев московское Торпедо, впервые стали обладателями Кубка СССР
- 29 мая — Официальный визит президента США Рональда Рейгана в СССР (до 2 июня).
- Май — в СССР впервые опубликован роман Бориса Пастернака «Доктор Живаго».

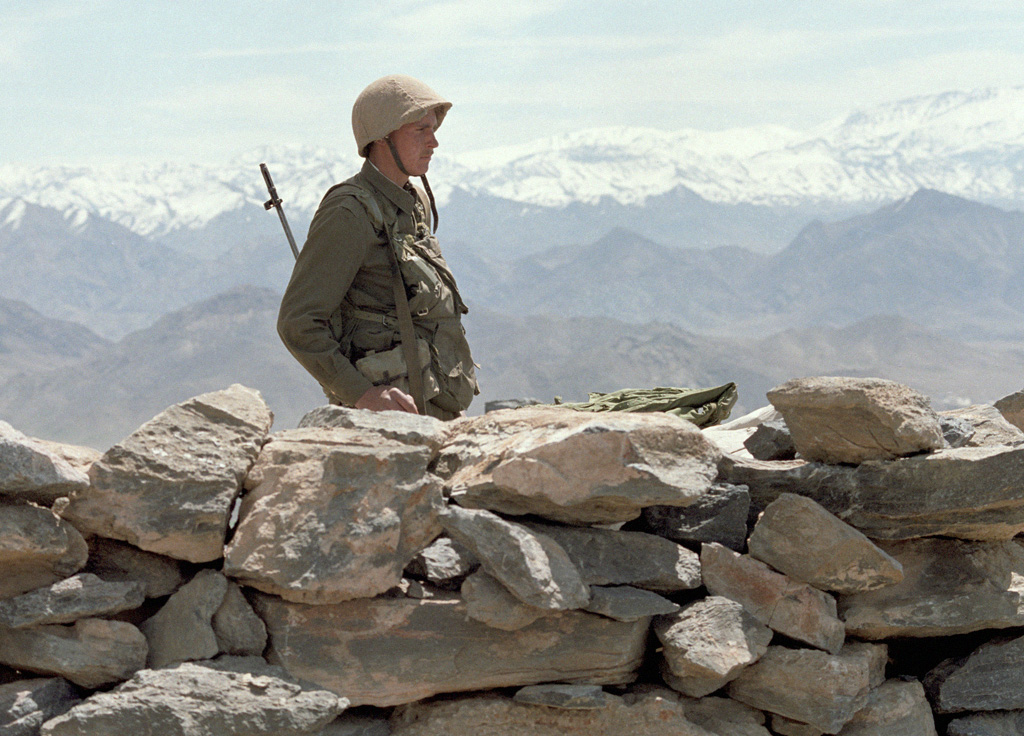
Советский солдат в Афганистане

## Июнь
- 1 июня — в Москве Генеральный секретарь ЦК КПСС Михаил Горбачёв и президент США Рональд Рейган подписали Договор о ядерных ракетах средней дальности.
- 4 июня — в 9 час. 32 мин. на станции Арзамас-1 произошёл взрыв трёх вагонов со 117,6 т промышленных взрывчатых веществ. Погиб 91 человек, из них 12 детей, ранено более 700 человек.
- 5 июня — в Богоявленском патриаршем соборе в Москве ведущие представители христианских церквей отметили тысячелетнюю годовщину крещения Руси.
- 6—9 июня — в Троице-Сергиевой лавре (Загорск) состоялся Поместный собор Русской православной церкви, приуроченный к 1000-летию введения христианства на Руси.
- 7 июня — в СССР осуществлён старт космического корабля «Союз ТМ-5», приземление 7 сентября 1988 года. Международный экипаж на старте: командир корабля А. Я. Соловьёв, бортинженер В. П. Савиных и болгарский космонавт-исследователь А. Александров (приземление 17 июня 1988 года).
- с 19 по 27 июня в Ново-Валаамском монастыре проводилась пятая пленарная сессия Смешанной международной комиссии по богословскому диалогу, её темой стало обсуждение вопроса «Таинство священства в таинственной структуре Церкви, в частности важность апостольского преемства для освящения и единства народа Божия».
- 10 июня — в Москве, в Большом театре Союза ССР состоялся торжественный акт и большой праздничный концерт, посвящённые 1000-летию введения христианства на Руси.
- 11 июня — Перестройка: постановление Политбюро ЦК КПСС об ускорении процесса реабилитации жертв политических репрессий.
- 12 июня
  - Финал первого конкурса красоты в СССР «Московская красавица».
  - В СССР 1000-летие крещения Руси отметили как внутрицерковный юбилей.
- 17 июня — приземление корабля Союз ТМ-4. Экипаж посадки — А. Я. Соловьёв, В. П. Савиных и А. Александров (Болгария).
- 23 июня — советские войска введены в Армянскую ССР и Азербайджанскую ССР для того, чтобы прекратить пятимесячные беспорядки на межэтнической почве.
- 24 июня — в СССР отравление 47 работниц Миасской швейной фабрики «Гарун» ядовитым газом.

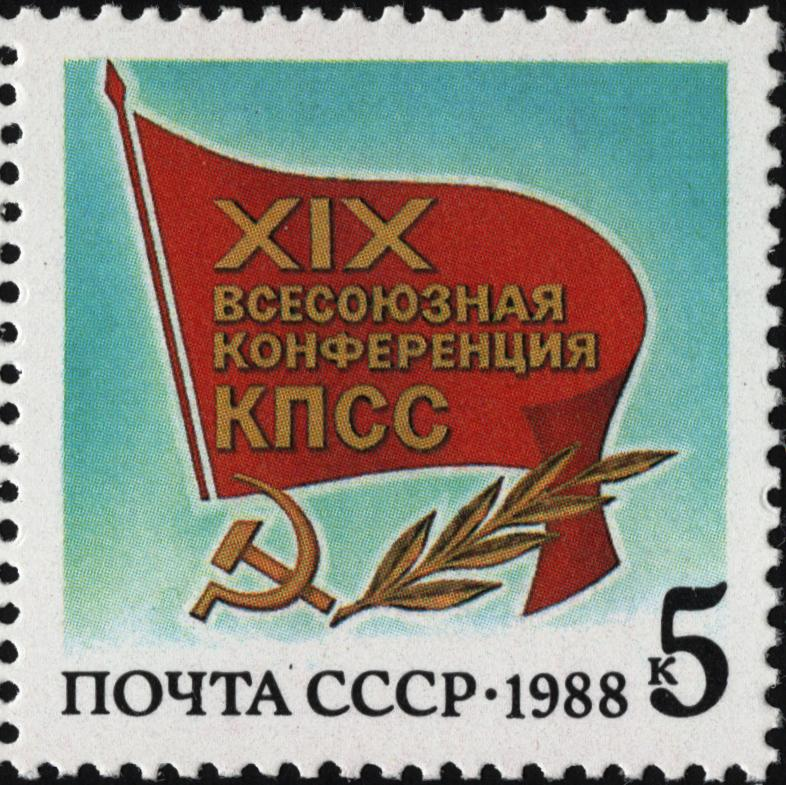
Почтовая марка СССР, 1988 год

- 25 июня — В финале чемпионата Европы по футболу сборная СССР проиграла сборной Нидерландов со счётом 2:0.
- 28 июня — Перестройка: в Москве открылась XIX конференция КПСС (до 1 июля). На конференции был принят проект конституционной реформы: создание двухуровневой представительной системы — Съезда народных депутатов СССР (2250 депутатов) и Верховного Совета СССР (554 члена) и учреждение поста президента СССР.

## Июль
- 4-15 июля — всеобщая забастовка в Армянской ССР.
- 7 июля — Перестройка: в Москве, в Центре международной торговли проведён 1-й международный аукцион произведений советского искусства, подготовленный британским аукционным домом «Сотбис».
- 14 июля — Перестройка: впервые в истории журналисты телевидения, радио и всех центральных газет были приглашены на заседание Президиума Совета Министров СССР.
- 19 июля — в СССР опубликовано сообщение об открытии в Тюменской области нового месторождения нефти, названного Тяновским, в память об известном геологе А. В. Тяне.
- 28 июля — в Москву прибыл с официальным визитом представитель Израиля впервые после разрыва дипломатических отношений с СССР в 1967 году.

## Август
- 10 августа — Катастрофа Ан-12 в Ейске, 32 человека погибли.
- 16 августа — Крушение поезда «Аврора», 31 погибший.
- 17 августа — В СССР создано Всесоюзное общество инвалидов.
- 21 августа — в СССР первое применение ОМОН: на Пушкинской площади силой разогнана демонстрация в связи с 20-летием ввода советских войск в Чехословакию.
- 24 августа — в СССР, в Чимкенте зарегистрирован первый кооперативный банк «Союз».
- 26 августа — Катастрофа Let L-410 под Иркутском.
- 26 августа — регистрация первого кооперативного банка в РСФСР — «Патент»
- 29 августа — в СССР произведён запуск космического корабля «Союз ТМ-6», приземление 21 декабря 1988 года. Международный экипаж на старте: командир корабля Владимир Ляхов (приземление 7 сентября 1988 года), врач-исследователь Валерий Поляков и афганский космонавт-исследователь Абдул Ахад Моманд.

## Сентябрь
- 5 сентября — Начался суд над Чурбановым
- 6 сентября — Суд над семьёй Овечкиных.
- 7 сентября — приземление корабля Союз ТМ-5. Экипаж посадки — В. А. Ляхов, А. А. Моманд (Афганистан).
- 11 сентября — в Эстонской ССР 300 000 человек приняли участие в демонстрации за независимость.
- 18 сентября — Нападение армян в селе Ходжалы в ходе «каменной войны». Первое применение огнестрельного оружия в армяно-азербайджанском конфликте.
- 21 сентября — в НКАО, СССР, введено чрезвычайное положение.
- 27 сентября — Катастрофа Ан-8 под Козельском.
- 28 сентября — в СССР совершил первый полёт Ил-96.
- 30 сентября — Перемены в руководстве СССР: в том числе выход на пенсию Председателя Президиума Верховного Совета Андрея Громыко и ряда других ключевых фигур.

## Октябрь
- 1 октября — Михаил Сергеевич Горбачёв занял пост Председателя Президиума Верховного Совета СССР (официальный глава государства, до 1989).
- 2 октября — основан Народный фронт Эстонии.
- 3 октября — В МВД СССР сформирован отряд милиции особого назначения (ОМОН), предназначенный для подавления массовых беспорядков
- 4 октября — Взрыв на станции Свердловск-Сортировочный
- 7 октября
  - Президиум Верховного Совета Литовской ССР объявил литовский язык государственным.
  - Учреждён Народный Фронт Латвии.
- 15 октября — Перестройка: постановление СМ СССР о выпуске акций предприятиями и организациями.
- 16 октября — на советском телевидении впервые начат показ латиноамериканского сериала «Рабыня Изаура».
- 23 октября — Учредительный съезд Саюдиса Литвы.
- 27 октября — президент США Рональд Рейган принял решение снести здание нового американского посольства в Москве из-за обнаруженных подслушивающих устройств в структуре здания.
- 30 октября — В Куропатах (Белоруссия) многотысячная акция, посвящённая памяти жертв политических репрессий, разогнана силой.

## Ноябрь
- 2 ноября — В СССР повышение пенсий на 40 %.
- 4 ноября — опубликовано сообщение об открытии в Москве первого инновационного коммерческого банка.
- 11 ноября — в СССР основан Инкомбанк.
- 15 ноября
  - В МВД СССР создано подразделение по борьбе с организованной преступностью.
  - Первый и единственный запуск советского космического корабля многоразового использования «Буран» и ракеты-носителя Энергия.
- 16 ноября — Верховный Совет Эстонской ССР провозгласил суверенитет республики.
- 21 ноября — Армянские погромы в Баку, Кировабаде, Нахичевани, Ханларе, Шамхоре, Шеки, Казахе, Мингечауре. Начало исхода беженцев из Азербайджана и Армении. В конце ноября — начале декабря — полная депортация азербайджанцев из Армении (180—200 тысяч человек).
- 22 ноября
  - Начало голодовки студентов в Тбилиси.
  - В СССР на керченском заводе «Залив» завершены швартовые испытания 1-го советского атомного лихтеровоза «Севморпуть».
- 23 ноября — Из-за продолжающихся межэтнических столкновений в двух районах Азербайджана в СССР вводится чрезвычайное положение.
- 26 ноября — в СССР запущен пилотируемый космический корабль Союз ТМ-7, вернулся на Землю 27 апреля 1989 года. Экипаж старта — Волков А. А. (приземление 27 апреля 1989 года), Крикалёв С. К. и гражданин Франции — Ж.-Л. Кретьен.
- 27 ноября — 1 декабря состоялась внеочередная 12-я сессия Верховного Совета СССР 11-го созыва; принятие Закона СССР «Об изменениях и дополнениях Конституции (Основного Закона) СССР», Закона СССР «О выборах народных депутатов СССР» положивших начало политической реформы.
- 29 ноября — Перестройка: прекращение глушения радиостанций «Свобода» и «Свободная Европа» в СССР.
- 30 ноября — Полное прекращение глушения зарубежных радиостанций в СССР

## Декабрь
- 1 декабря

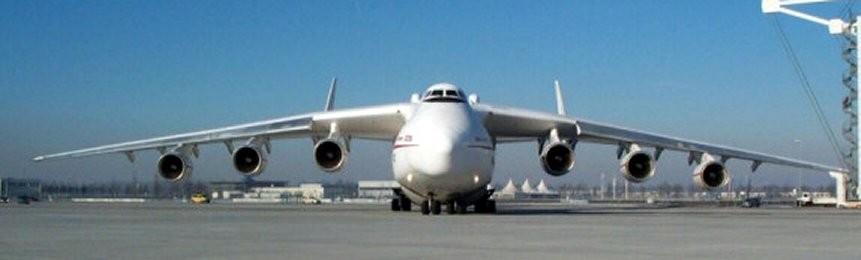
Ан-225 «Мрия»

  - В Орджоникидзе, Северная Осетия террористы захватили школьный автобус с 30 детьми и учительницей. 2 декабря в обмен на заложников террористам был предоставлен самолёт для вылета в Израиль. 3 декабря террористы задержаны в Израиле и выданы СССР.
- 5 декабря — разгром митинга в Баку, задержано 547 человек. Ночью войска освободили площадь Ленина в Баку от демонстрантов, занимавших её с 18 ноября. Погибли 2 человека.
- 6 декабря — в СССР основан коммерческий банк «Автобанк» (позже вошёл в состав банка Уралсиб)[3][4].
- 7 декабря - Спитакское землетрясение в Армянской ССР. Магнитуда - 6,9 баллов по шкале Рихтера. Погибло 25 - 26 000 человек, 15 000 — ранено, 700 000 остались без крова.

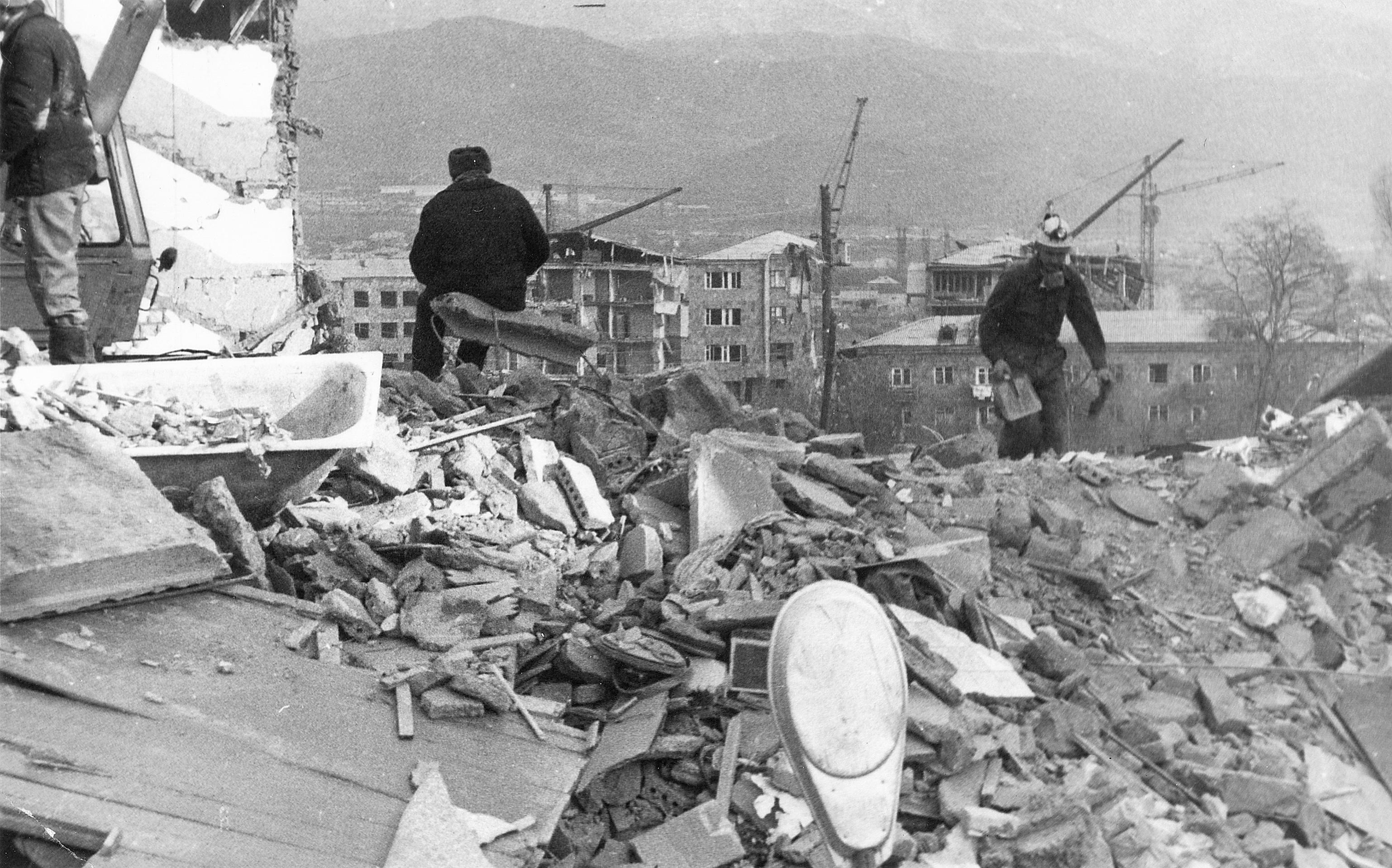
Пейзаж после землетрясения

- - Советский лидер Михаил Горбачёв выступил в ООН с «Программой ослабения противостояния», в частности, объявил об одностороннем сокращении вооружённых сил на 10 %.
  - В Эстонской ССР эстонский язык объявлен официальным.
- 10 декабря — в Армянской ССР арестовано большинство членов комитета Карабах, выступающего за передачу НКАО в состав Армении.
- 11 декабря — Катастрофа Ил-76 под Ленинаканом — крупнейшая на территории Армении (77 погибших).
- 21 декабря
  - Приземление корабля Союз ТМ-6. Экипаж посадки — В. Г. Титов, М. Х. Манаров и Ж.-Л. Кретьен (Франция).
  - Первый полёт самого большого в мире самолёта Ан-225 «Мрия»
- 27 декабря — на сессии Верховного Совета СССР впервые принят бюджет с открытым дефицитом в 7 %.
- 30 декабря
  - В СССР упразднены наименования в честь Брежнева и Черненко.

- 31 декабря — Инцидент с Ту-134 в Одессе: самолёт совершил посадку на скорости 415 км/ч — мировой рекорд в гражданской авиации.